# Fabrice Fiorèse
Fabrice Fiorèse es un exfutbolista francés nacido en Chambéry (Francia), el 26 de julio del año 1975.

## Clubes
| Club                  | País    | Año       |
| --------------------- | ------- | --------- |
| Olympique de Lyon     | Francia | 1996-1997 |
| EA Guingamp           | Francia | 1997-2002 |
| Paris Saint-Germain   | Francia | 2002-2004 |
| Olympique de Marsella | Francia | 2004      |
| Al-Rayyan SC          | Catar   | 2005-2006 |
| FC Lorient            | Francia | 2006-2007 |
| Olympique de Marsella | Francia | 2007      |
| Amiens SC             | Francia | 2008      |
| Troyes AC             | Francia | 2009      |

## Palmarés

### Campeonatos nacionales
| Título          | Club                | País    | Año  |
| --------------- | ------------------- | ------- | ---- |
| Copa de Francia | Paris Saint-Germain | Francia | 2004 |

- Datos: Q604757